# Wilhelm Dilthey

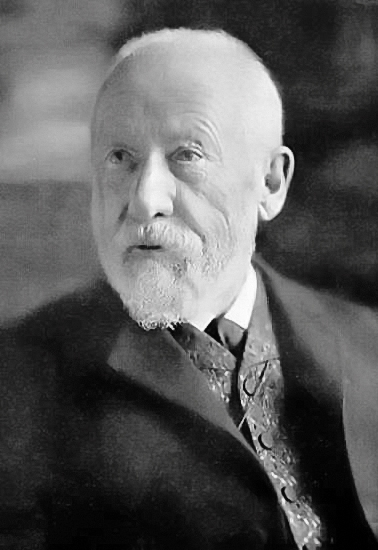
Wilhelm Dilthey um 1910

Wilhelm Dilthey (* 19. November 1833 in Biebrich; † 1. Oktober 1911 in Seis am Schlern, Südtirol) war ein deutscher Theologe, Gymnasiallehrer und Philosoph.
Entgegen dem zu seiner Zeit stark verbreiteten Naturalismus entwickelte Dilthey ein lebensphilosophisches Fundament, welches das menschliche Leben und die Formen seines Ausdrucks nicht mehr nur nach Naturgesetzlichkeiten erklärte, sondern vielmehr die Eigengesetzlichkeit des menschlichen Geisteslebens zu verstehen suchte. Dilthey baute diesen Ansatz wissenschaftstheoretisch aus und formulierte in Abgrenzung zu den Naturwissenschaften eine Theorie der Geisteswissenschaften, als deren Begründer er gilt. Als deren Methode entwickelte er die Hermeneutik und die verstehende Psychologie in wesentlicher Weise weiter.
Zur empirischen Anwendung brachte Dilthey seine Methoden in der Weltanschauungslehre, einem Deutungsschema für die seiner Meinung nach gescheiterten Systeme der Metaphysik. In ihr versuchte Dilthey aufzuzeigen, wie alle unterschiedlichen und sich widersprechenden metaphysischen Systeme ihren gemeinsamen Ursprung im Lebenszusammenhang des Menschen haben, zugleich kategorisierte er die historischen Ansätze nach verschiedenen „Typen der Weltanschauung“.

## Leben

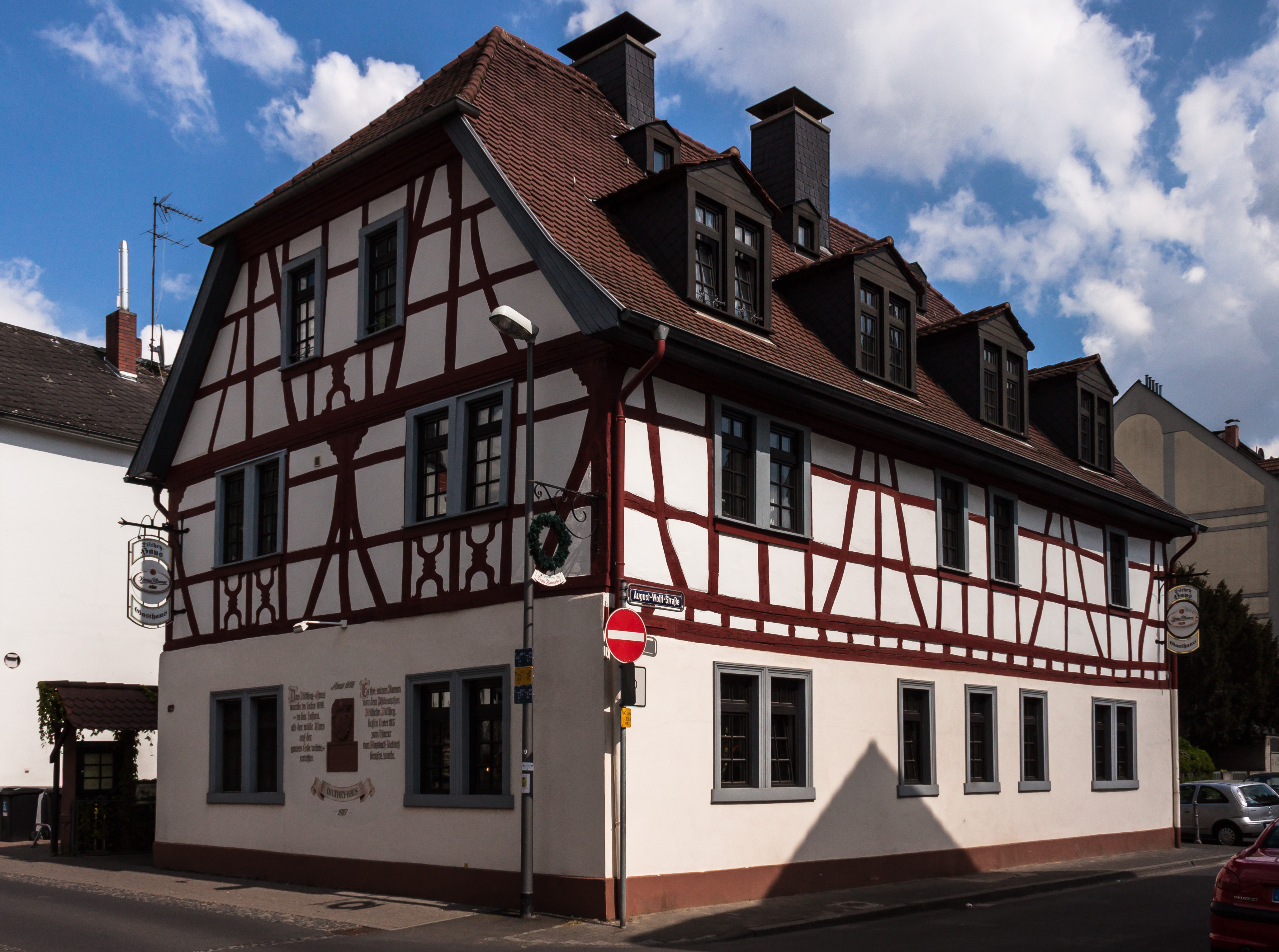
Dilthey-Haus in Wiesbaden-Biebrich

Wilhelm Dilthey wurde 1833 als Sohn einer calvinistischen Predigerfamilie geboren. Sein Vater war Maximilian Dilthey (1804–1867), nassauischer Oberhofprediger in Biebrich, seine Mutter Maria Laura Heuschkel (1810–1887), Tochter des herzöglichen Kapellmeisters Johann Peter Heuschkel in Hildburghausen. Sein Bruder Karl (1839–1907) wurde Professor der Archäologie, seine Schwester Caroline war mit dem Philologen Hermann Usener verheiratet.
Er besuchte in Wiesbaden das Gymnasium und referierte dort 1852 zum Abitur das Thema Über den Einfluß des griechischen Altertums auf die Jugend. In Berlin (1853) und Heidelberg (1852) studierte er auf Wunsch seiner Eltern Theologie, Geschichte und Philosophie u. a. bei August Boeckh, Kuno Fischer, Leopold von Ranke und Friedrich Adolf Trendelenburg.
1856 legte er sein erstes theologisches Staatsexamen ab. Nach Abschluss der staatlichen Schulamtsprüfung wurde er Lehrer am Französischen und Joachimsthalschen Gymnasium in Berlin. Im Jahre 1864 wurde er mit einer lateinisch geschriebenen Arbeit über die Ethik von Schleiermacher promoviert, habilitierte sich im selben Jahr über das moralische Bewusstsein und wurde Privatdozent an der Berliner Friedrich-Wilhelms-Universität.
1867 erhielt er einen Ruf auf ein philosophisches Ordinariat in Basel. Es folgten Anstellungen in Kiel (1868–1871) und Breslau (1871–1883). 1870 erschien der erste Band von Das Leben Schleiermachers, der Diltheys Ruf als historischer Geisteswissenschaftler begründete. In der Breslauer Zeit begann Diltheys Freundschaft mit dem Grafen Paul Yorck von Wartenburg, mit dem er fortan einen regen Briefwechsel führte, der seine Auseinandersetzung mit philosophisch-geisteswissenschaftlichen Themen wesentlich befruchtete.

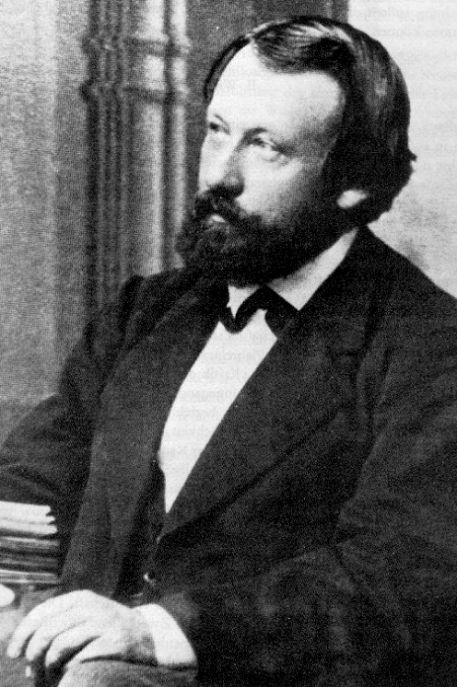
Dilthey zur Zeit seiner Verlobung (ca. 1855)

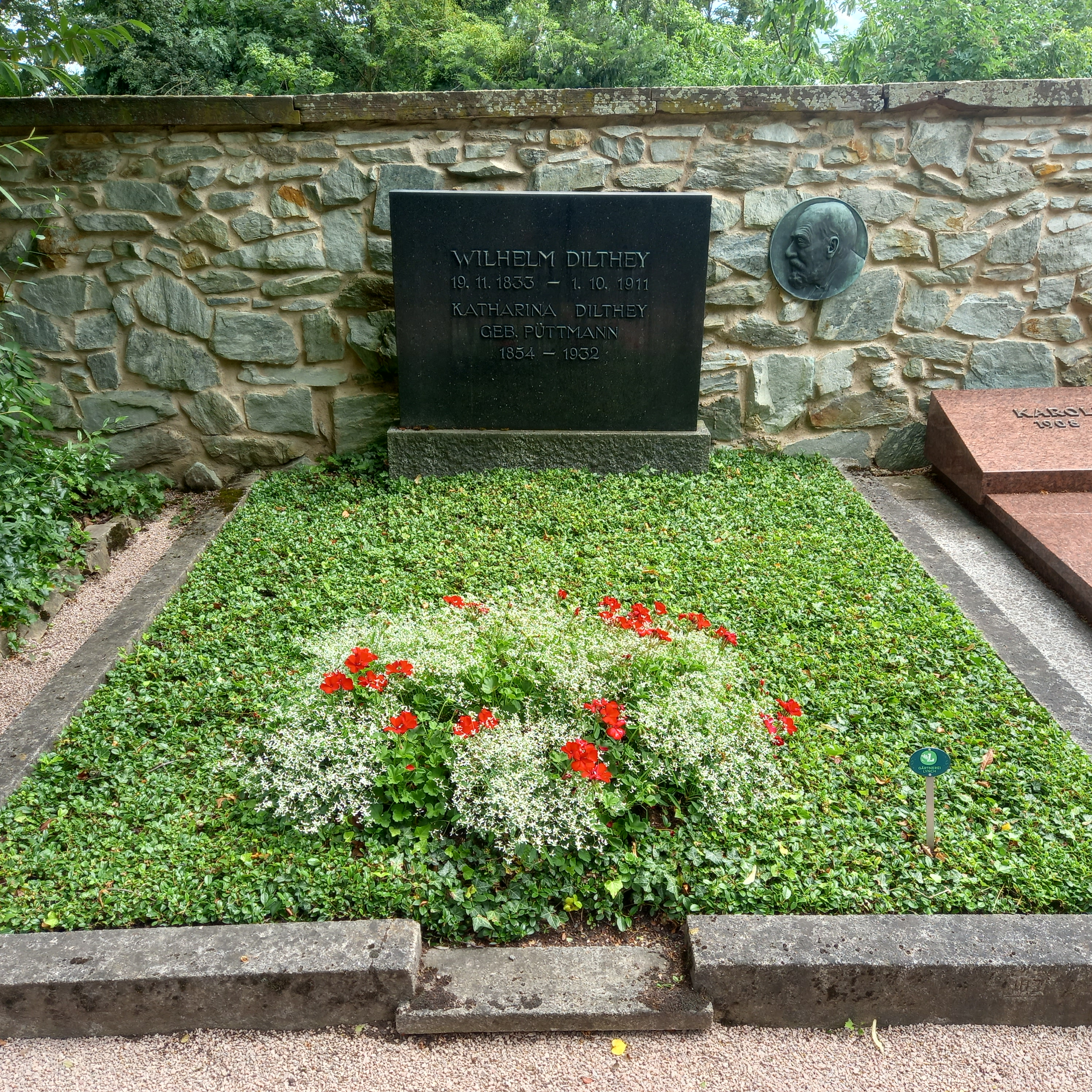
Das Grab von Wilhelm Dilthey und seiner Ehefrau Katharina geborene Püttmann auf dem Friedhof Biebrich in Wiesbaden

1874 heiratete er Katharina Püttmann (1854–1932), die er auf einer Reise nach Bad Elster kennengelernt hatte. Sie hatten drei gemeinsame Kinder, Helene, Clara (1877–1967) und Maximilian. Clara heiratete später Diltheys Schüler Georg Misch. Sie bearbeitete und veröffentlichte einen Teil des Nachlasses ihres Vaters.
1882 erhielt Dilthey einen Ruf nach Berlin als Nachfolge des plötzlich verstorbenen Rudolf Hermann Lotze, wo er von 1883 bis 1908 lehrte. 1883 erschien zugleich der erste Band der Einleitung in die Geisteswissenschaften, den Dilthey dem Grafen Yorck widmete. 1894 publizierte Dilthey die Ideen über eine beschreibende und zergliedernde Psychologie. Aufgrund einer scharfen Kritik Hermann Ebbinghauses an den Ideen ließ Dilthey seine Pläne für einen zweiten Band der Einleitungen fallen.
Dilthey engagierte sich um 1900 für die Frauenbewegung. So gehörte er der 1893 von Helene Lange gegründeten Vereinigung zur Veranstaltung von Gymnasialkursen für Frauen an, die sich für ein Recht der Frauen auf ein Universitätsstudium einsetzte. Auch förderte er ausdrücklich Studentinnen. Dank ihm wurde Anna Tumarkin 1895 an der Königlichen Friedrich-Wilhelms-Universität als Gasthörerin zugelassen, wo sie bei ihm zwei Veranstaltungen besuchte. Tumarkin blieb mit ihm und seiner Frau zeitlebens freundschaftlich und wissenschaftlich verbunden. Zu seinen Schülerinnen gehörte auch Helene Stöcker, die er  heranzog, um ihn in Berlin bei seinen Studien über Schleiermacher zu unterstützen. Für Gertrud Bäumer war Wilhelm Dilthey einer der wichtigsten Lehrer, und bei ihrer Promotion an der Berliner Universität 1904 gehörte er der  Promotionskommission an.
1900 erschien der erste Band von Edmund Husserls Logische Untersuchungen. Dilthey setzte sich intensiv mit ihnen auseinander und nahm einige Korrekturen am eigenen Werk vor, die ihn zu einer systematischen Weiterführung der „Einleitung“ anregten. 1905 kam Husserl nach Berlin zu Dilthey zu Besuch. 1906 wurde Dilthey mit dem Erscheinen von Das Erlebnis und die Dichtung auch über den Kreis der Fachkollegen hinaus bekannt. Eine Dilthey-Schule etablierte sich 1911 mit Erscheinen des Sammelbandes Weltanschauung, Philosophie und Religion, auf welche Husserl in scharfer Abgrenzung mit seinem Aufsatz Philosophie als strenge Wissenschaft reagierte. Es folgte ein Briefwechsel zwischen beiden, der jedoch nicht zur Klärung der Differenzen beitrug. 1911 starb Dilthey in Seis nach Erkrankung an der Ruhr.

## Philosophie

### Grundlagen

#### Ablösung vom Naturalismus
Der Naturalismus hat als Strömung seit dem 17. Jahrhundert dazu geführt, dass ein mechanisch-kausales Naturverständnis auch auf das Innenleben des Menschen übertragen wurde, also seinem Geistes- und Gefühlsvermögen dieselben kausalen Gesetze unterstellt wurden, wie man sie bei der physikalischen Beschreibung der Natur vorfand. Kant hat dieses Problem zu lösen versucht, indem er die physikalische Natur als Naturbeschreibung durch die reine Vernunft auffasste. Diese Unterscheidung setzt eine Trennung von Ding an sich und Erscheinungen voraus. Dabei sind es laut Kant nur die Erscheinungen, die der Verstand in der Anschauung erfassen kann und denen sich Kausalität zusprechen lässt. Ob die Kausalität jedoch auch dem hinter der Erscheinung liegenden Ding an sich zukommt, bleibt ungewiss.
Diese Erklärung hat allerdings nicht dazu geführt, dass die Naturwissenschaft ihre Ergebnisse als Konstruktionsmittel und hypothetische Erkenntnisse wertete. Vielmehr fand die Auffassung, dass die Naturwissenschaften ihren Gegenstand unmittelbar erklären könnten, einen ersten Höhepunkt im Positivismus und Naturalismus, wie ihn Comte und Mill vertraten. Hier ergab sich für Dilthey das offensichtliche Problem, dass, wenn alle Vernunftprozesse kausal determiniert sind, auch die positivistische und naturalistische Auffassung des Menschen selbst determiniert ist. Damit hebt sich jedoch der Anspruch auf Gewissheit unter verschiedenen alternativen Auffassungen selbst auf.
Diltheys Lösung besteht in der Unterscheidung von Natur- und Geisteswissenschaften, welche zugleich die Autonomie und Freiheit des Vernunftwesens Mensch wiederherstellen soll: Statt in den Naturzusammenhang band Dilthey den Menschen dabei in den Geschichts- und Kulturzusammenhang ein, innerhalb dessen sich seine geistige Spontanität zeigt und ausbildet. So wie Kant mit seiner Kritik der reinen Vernunft die erkenntnistheoretische Grundlage der Naturwissenschaften zu erklären versuchte, bemühte sich Dilthey in seinem lebenslangen Projekt einer Kritik der historischen Vernunft, die Grundlage für die von ihm so benannten Geisteswissenschaften zu legen. Der Titel einer historischen Vernunft zeigt dabei schon Diltheys Kritik an Kant. So ist bei Dilthey die Vernunft keine überzeitliche und unveränderliche Größe eines individuellen Subjekts, sondern hat ihre Ausprägung im Verlauf der Geschichte erfahren und wird dadurch konstatiert. In sie fließen also auch die geschichtlich gewordenen Handlungen und Praktiken des Kulturwesens Mensch mit ein. Diltheys grundsätzlich geschichtliche Orientierung ging dabei auf J.G. Droysens geschichtsphilosophische Vorstellungen des Historismus zurück. Die Kritik der historischen Vernunft bezieht sich jedoch nicht nur auf Kant, sondern erhebt Anspruch darauf, die gesamte Geschichte der Metaphysik zu betrachten. In Anlehnung an Hegels Phänomenologie des Geistes bezeichnete Dilthey sein Programm auch als Phänomenologie der Metaphysik. Anders als bei Hegel führte er den geschichtlichen Prozess nicht zu einem metaphysischen System des absoluten Wissens zusammen, welches schließlich absolute Gewissheit bieten sollte. Vielmehr nimmt seine Betrachtung den umgekehrten Weg, nämlich zu zeigen, wie sich eine Weltanschauung erst durch die vielen kleinen Gewissheiten ausprägt, die in der unmittelbaren Gewissheit des Erlebnisses und des Lebens selbst wurzeln. Dieses dient ihm dann auch als Fundament zur Begründung der Geisteswissenschaften. Ihr Ziel ist ein „Verstehen des Lebens und der Geschichte“.

#### Lebensphilosophie
Nach dieser frühen persönlichen Ablösung vom Naturalismus und Positivismus suchte Dilthey ein neues Fundament, von dem aus das menschliche Leben in seiner ganzen Breite verstanden werden kann. Wesentliche Ansätze hierzu finden sich in seinen Ausarbeitungen zu einem geplanten, aber nie erschienenen zweiten Band der Einleitung in die Geisteswissenschaften (1883), der sogenannten Breslauer Ausarbeitung, die bereits 1880 größtenteils ausformuliert vorlag. Dilthey entwickelte hier mit Hinblick auf die deutsche idealistische Tradition seinen stark erweiterten Begriff des Bewusstseins als zentraler Instanz des Erlebens:

„Mein Bewußtsein ist der Ort, welcher diese ganze, scheinbar so unermeßliche Außenwelt einschließt, der Stoff, aus welchem alle Objekte, die sich in ihr stoßen, gewoben sind. So weit sich diese mir erscheinenden Objekte erstrecken, so weit erstreckt sich der Zusammenhang meiner Vorstellungen. Was in ihnen angetroffen wird, die Härte welche zertrümmert, die glühende Hitze, welche schmilzt, alles bis ins Innerste der Objekte ist Tatsache meines Bewußtseins, und das Ding ist sozusagen eine Zusammensetzung von solchen geistigen Tatsachen.“

Allerdings ist das Bewusstsein für Dilthey kein perzeptiver „Kasten“, in dem die Erlebnisse stattfinden. Diese Auffassung des Bewusstseins geht für Dilthey auf eine verfehlte Orientierung an sprachlichen Strukturen zurück: Erst das substantivierte „Bewusstsein“ wird als ein Ding aufgefasst und verlangt dann nach einem Prädikat. Der Begriff des Bewusstseins ist für Dilthey vielmehr aufweisend und nicht beschreibend. In dieser Aufweisung des Bewusstseins als ganzem Tatbestand des Lebens liegt für Dilthey die Überwindung einer Philosophie, die nur vom theoretischen Verstand ihren Ausgang nimmt und daher niemals den Gegensatz von Leib-Seele und Innenwelt-Außenwelt zu überwinden vermag. Beides, Geist und Körper, Innen und Außen, ist immer schon durch das Bewusstsein verbunden, in dem all dies nur gegeben ist. Dabei laufen zwar die Vorgänge der äußeren Welt unabhängig von denen des Bewusstseins ab (als eigenständige physikalische Prozesse), sind aber immer nur da für ein Bewusstsein: „In dieser Beziehung zu einer von mir unabhängigen Außenwelt verläuft mein Leben.“ Dilthey macht also unseren Erfahrungsbefund in seiner ganzen Breite geltend und begreift den Lebensprozess als eine Einheit, bei der Erkennen, Vorstellen, Bewerten, Fühlen, Handeln und Wollen immer schon in Bezug zu einer Außenwelt stehen. Damit ist das rein erkennende Subjekt überwunden:

„In den Adern des erkennenden Subjekts, das Locke, Hume und Kant konstruieren, rinnt nicht wirkliches Blut, sondern der verdünnte Saft von Vernunft als bloßer Denktätigkeit. Mich führte aber historische wie psychologische Beschäftigung mit dem ganzen Menschen dahin, diesen, in der Mannigfaltigkeit seiner Kräfte, dies wollend und fühlend vorstellende Wesen auch der Erklärung der Erkenntnis […] zugrunde zu legen.“

Die durch Descartes aufgekommene Idee eines Subjekts, das sich erst der Außenwelt versichern müsste, weist Dilthey durch den Hinweis auf das Erleben als Grundstruktur jeglicher Realität zurück. Damit gibt es kein selbstgenügsames Subjekt mehr, auf welches lediglich gelegentlich Erfahrungen von außen einwirken, sondern alles, was geschieht, ist in einen Gesamtzusammenhang eingebunden, d. h., wird erlebt. Die cartesische Abtrennung von Subjekt und Außenwelt lässt sich hingegen nur theoretisch vollziehen, sie lässt sich nicht erleben.

„Das unauflösliche Erlebnis kann in seiner Allgemeingültigkeit am einfachsten dadurch zum Bewußtsein [sc. Verständnis] gebracht werden, daß ich mir die es aufhebende Behauptung vorstelle: möglicherweise existiere überhaupt nichts; alsdann tritt mit unwiderstehlicher Kraft die Realität vor mich, welche mit dem Bewußtsein damit, daß etwas für mich da ist, verbunden ist.“ (Hervorhebung hinzugefügt.)

Damit ist das Erlebnis in seiner Allgemeingültigkeit aufgewiesen: Es liegt aller Realität zu Grunde. Das Erlebnis und der ganze Zusammenhang des Lebens ist es also, dem auch erst die „reine Vernunft“ entspringt. Diltheys Abkehr von Hegel und Kant besteht darin, dass es nicht mehr die logischen Denkgesetze sind, welche über unsere Auffassung von Wirklichkeit herrschen, und so „bildet nicht die in der Luft schwebende Evidenz des Denkens die Grundlage der Wissenschaft, sondern Wirklichkeit, volle, uns nächste und allerwichtigste Wirklichkeit.“ Und es entsteht die Aussicht, „von diesem unmittelbaren Wissen über die Wirklichkeit aus die Leistungen des Denkens [sc. Logik] verständlich zu machen.“
Das unmittelbare Dasein von Bewusstseinsinhalten für einen selbst und den in jeder Biographie der Person immer schon vorliegenden Zusammenhang dieser Inhalte nennt Dilthey Leben. Die Inhalte sind dabei nie einzeln, sondern immer ineinander verwoben, denn nichts Neues kann in diesen Zusammenhang treten, ohne sich in irgendeiner Form zu ihm in Bezug zu setzen. Mit seiner Auffassung des Bewusstseins als Leben und Erlebnis überwand er drei Schwächen älterer Bewusstseinstheorien: Es gibt für ihn
1. keine isolierten Bewusstseinselemente (eine Theorie über deren Zusammenhang wird überflüssig)
2. keine Trennung von Bewusstsein und Außenwelt, also kein in sich verschlossenes Bewusstsein und
3. keinen Leib-Seele-Dualismus.

In Bezug auf das Bewusstsein nannte Dilthey dann einen eingegrenzten Bereich dieses Lebens auch Erlebnis. Die Wirklichkeit ist dann genau dieses Leben als Zusammenhang von Erlebnissen. Wenn sie verstanden werden soll, so ist Verstehen nur als Bewegung von Leben zu Leben möglich. Das Verstehen schließt dabei nicht nur den Verstand mit ein, sondern die Gesamtheit der menschlichen Gemütskräfte. Dilthey war damit um 1900 die Zentralfigur der so genannten Lebensphilosophie in Deutschland.

### Begründung der Geisteswissenschaften

#### Verstehen und Erklären
Nachdem Dilthey mit Leben und Bewusstsein einen für alle menschlichen Erfahrungen und Verstehensprozesse (also auch die Wissenschaften) gemeinsamen Ursprung ausgemacht hatte, konnte er sich darauf konzentrieren, die Unterschiede zwischen den Naturwissenschaften und der historisch ausgerichteten Geisteswissenschaft auszuarbeiten. Hauptmoment dieser Unterscheidung ist Diltheys Annahme, dass die Naturwissenschaften Vorgänge in der Natur erklären, während die Geisteswissenschaften historisch-kulturelle Geschehnisse zu verstehen versuchen. Dabei beruht das Verstehen in einem Nacherleben eines fremden Daseins, wie es sich in Schrift, Sprache, Gesten, Mimik, Kunst usf. ausdrückt. Dieser Prozess rezipiert jedoch nicht einfach passiv die ihm vorliegenden Symbole, sondern erfordert ein aktives Nacherleben.
Folgende Gegenüberstellung skizziert einige Unterschiede zwischen Natur- und Geisteswissenschaft. Es ist allerdings zu beachten, dass es Dilthey nie um eine vollkommen scharfe oder gar absolute Trennung beider Wissenschaften ging. (Siehe hierzu auch den Abschnitt Kritik.) Der späte Dilthey wählte dann auch in Der Aufbau der geschichtlichen Welt in den Geisteswissenschaften (1910) ein anderes Schema zur Erläuterung der Geisteswissenschaften (Erleben, Ausdruck, Verstehen), das weniger von der Abgrenzung gegen die Naturwissenschaften motiviert ist als aus dem Gegenstand aller Geisteswissenschaften selber.
| Naturwissenschaften – Erklären | Geisteswissenschaften – Verstehen |
| --- | --- |
| Gegenstand ist die Natur. Sie kann nur untersucht und beobachtet werden. Über die Ursachen natürlicher Vorgänge werden Annahmen angestellt, ein Nacherleben ist nicht möglich. | Sie hat die Erzeugnisse des menschlichen Geistes zum Gegenstand. Diese können, weil sie vom Menschen selbst hervorgebracht sind, verstanden werden.                              |
| Vorgänge in der Natur werden als Spezialfall eines abstrakten allgemeinen Gesetzes aufgefasst.                                                                                 | Gegenstände geisteswissenschaftlicher Untersuchung werden in ihrem konkreten Zusammenhang aufgefasst.                                                                            |
| Naturwissenschaftliches Begreifen ist seinem Untersuchungsobjekt gegenüber neutral und für die Persönlichkeitsentwicklung von geringerer Bedeutung.                            | Das Verstehen fremden Daseins, vergangener Kulturen und Persönlichkeiten führt zu einer Umformung des Selbst. Fremde geistige Inhalte werden in die eigenen lebendig einbezogen. |

#### Hermeneutik
Allgemein versteht man unter Hermeneutik die Auslegung oder Interpretation der Lebenswirklichkeit in der Zeit (Vergangenheit-Gegenwart-Zukunft). Die Erfassung der Lebenswirklichkeit wird über das Erleben, den Ausdruck und das Verstehen vermittelt (nach Dilthey).
In der philosophischen Tradition besitzt die Hermeneutik (seit dem 19. Jhdt.) drei Funktionen:
- Fundierung einer spezifisch geisteswissenschaftlichen Methode (im Gegensatz zu den Naturwissenschaften)
- Betonung der Geschichtlichkeit des Menschen in seiner Lebenswelt
- Analyse der Bedingungen von (Lebens-)Äußerungen des Menschen (etwa Kunst) im Ganzen seines (Welt) Horizontes (Weltanschauung!)

Als Methode der Geisteswissenschaften formulierte Dilthey in der Tradition Schleiermachers die Hermeneutik. Schleiermacher hat als erster die Hermeneutik von der bloßen Methode zur Textinterpretation befreit und allgemein für das Gebiet des Verstehens geöffnet. Nicht nur erhält jedes Wort seine Bedeutung allein im Zusammenhang mit dem Text, sondern auch der Gedankengang, die literarische Gattung, Kapiteleinteilung usf. sind zu berücksichtigen. Dilthey orientiert sich hieran, weitet die hermeneutischen Überlegungen aber auf alle menschlichen Lebensäußerungen aus. Bedeutung ist damit immer kontextabhängig und niemals absolut. Menschliche Gesten, Kunstwerke, architektonischer Stil, Gesetze, Ordnungen, religiöse Vorstellungen sind nur im Sinnzusammenhang verständlich.
Nun ergibt sich für die Hermeneutik laut Dilthey folgendes Problem: Im Versuch, das Einzelne durch seinen Zusammenhang mit dem Ganzen zu verstehen, wird vorausgesetzt, dass dieses Ganze schon bekannt ist. Andererseits soll ja gerade durch das Verstehen einzelner Aspekte der Zusammenhang des Ganzen erschlossen werden. Es ergibt sich also ein Zirkel: Das Einzelne erschließt sich aus dem Ganzen, das Ganze aus dem Einzelnen. Dieses Problem – der sog. hermeneutische Zirkel – war im Bereich der Philologie bereits von Friedrich Ast formuliert worden, und auch in Schleiermachers Hermeneutik spielt es eine bedeutende Rolle. Dilthey greift es nun ebenfalls auf. Jener Zirkel bedeutet keinen Mangel, welcher der Methode anhaftet, sondern den Wesenszug von Verstehen überhaupt. Die Formulierung jenes Zirkel-Theorems trägt dem Sachverhalt Rechnung, dass die einzelnen Elemente eines Sinnkomplexes ihre Bedeutung nur durch ihren Bezug auf das Sinnganze erhalten. Das bedeutet, Sinnelemente können nur vermittels eines Ausgriffs auf das Sinnganze verstanden werden. Umgekehrt allerdings kann letzteres wiederum nur über den Durchgang der einzelnen Elemente gewonnen werden. Hierin ist der eigentliche Grund für die Notwendigkeit jener zirkulären Methode zu sehen.
Die Hermeneutik weist also darauf hin, dass jede Tatsache, Einsicht oder Feststellung immer schon an ein vorangehendes Verständnis gebunden ist. Dies trifft, so Dilthey, auch auf die Naturwissenschaften zu. In diesem Sinne gibt es nicht, wie etwa die empiristischen Wissenschaftstheoretiker seiner Zeit glaubten, „Rohdaten“, die gänzlich frei von jeder Interpretation sind. Jeder naturwissenschaftlichen Beobachtung liegt also eine implizite oder explizite Theorie zu Grunde oder allgemeiner: ein Vorverständnis der Sache.
Sah Dilthey anfangs noch das Erleben als Grundlage der Hermeneutik und das Verstehen als psychologische Einfühlung in die geistigen Vorgänge eines Autors, so wich er später von diesem psychologischen Standpunkt ab und rückte die Begriffe des Ausdrucks und des Ausdrucksverstehens in den Mittelpunkt der geisteswissenschaftlichen Methodik: Die Geisteswissenschaften hätten die Aufgabe, den Zusammenhang zwischen Erleben, Ausdruck und Verstehen zu klären. Dabei sei der Ausdruck eher Objektivation des allgemeinen Geistes eines Zeitalters als Erscheinungsform individueller Lebensimpulse eines Autors oder Künstlers.
An Diltheys Ausformulierung der Hermeneutik knüpften im 20. Jahrhundert vor allem Martin Heidegger, Hans-Georg Gadamer und Paul Ricœur an.

#### Psychologie
Da die Gegenstände der Hermeneutik keine Naturprozesse und -dinge sind, sondern geistige Erzeugnisse, wurde für Dilthey die Psychologie zur Grundlage der Hermeneutik. Allerdings meinte Dilthey hier nicht die aus der Naturwissenschaft entwickelte erklärende Psychologie. Diese schien ihm ungeeignet, da sie die Einheit des Bewusstseins auflöste und so den hermeneutischen Ansatz verfehlte, menschliche Äußerungen im Zusammenhang zu verstehen. Für Dilthey war es schlicht unmöglich, allein aus psychischen Einzeltatsachen und Verhaltensmustern nachträglich den Zusammenhang des Ganzen zu rekonstruieren.
Eine verstehende Psychologie hat hingegen mit Erscheinungen zu tun, die erlebt werden können. Sie versucht nicht, ein einzelnes Erlebnis als Fall eines allgemeinen psychologischen Musters zu begreifen, sondern ein individuelles Erlebnis jeweils zu verstehen als etwas, in dem die Vorgänge des gesamten Gemüts zusammenwirken. Damit ist diese Form der Psychologie weitestgehend eine beschreibende.

#### Objektiver Geist
Dilthey hat seinen Ansatz der individualpsychologischen Betrachtungsweise später auch für die Berücksichtigung objektiver Aspekte geöffnet, welche das Individuum beeinflussen. Dies geschah vor allem aufgrund seiner Auseinandersetzung mit Edmund Husserls Logischen Untersuchungen I (1901) und seiner Arbeit zu Hegels Konzept des objektiven Geistes („Jugendgeschichte Hegels“, 1901–1906). Seine Überlegungen schlagen sich in der Arbeit Der Aufbau der geschichtlichen Welt in den Geisteswissenschaften (1910) nieder und ergänzen so das Programm einer Grundlegung der Geisteswissenschaften.
Da das Individuum über die äußeren kulturellen, sozialen, religiösen und gesellschaftlichen Bedingungen nicht verfügen kann, diese es aber in seinem Denken und Verhalten geistig beeinflussen, spricht Dilthey in Bezug auf sie vom „objektiven Geist“. Der objektive Geist besteht dabei aus „Schöpfungen des gemeinsamen Lebens“, wie sie sich in Regeln, Handlungsweisen, Werten und Zwecksetzungen niederschlagen. Um beispielsweise eine politische Entscheidung im Mittelalter zu verstehen, reicht es nicht, sich in die betroffenen Entscheidungsträger zu versetzen, sondern man muss auch die üblichen Verfahrensweisen kennen, wissen, welche Werte die Zwecke bestimmten und welche Mittel hierfür traditionell als adäquat galten.
Bei all dem ist natürlich der objektive Geist nichts, was an sich besteht, sondern er bedarf stets einer subjektiven Manifestation. Trotz dieser Subjektivität hat der Geist allerdings übersubjektiven Charakter; denn etwas, das im historischen Prozess gewachsen ist, steht nicht in der Verfügungsgewalt des einzelnen Subjekts. (Kein Mensch bringt allein die Sprache hervor, die er spricht, sondern er übernimmt sie und sie hat nur Sinn als gemeinschaftliche Praxis.) Wesentliches Mittel zum Verständnis ist also wiederum eine historische Betrachtung. Mit diesem Ansatz wendete sich Dilthey auch gegen Hegel, von dem er den Begriff des objektiven Geistes übernommen hatte:

„[D]ie Voraussetzungen, auf die Hegel diesen Begriff gestellt hat, können heute nicht mehr festgehalten werden. Er konstruierte die Gemeinschaften aus dem allgemeinen vernünftigen Willen. Wir müssen heute von der Realität des Lebens ausgehen; im Leben ist die Totalität des seelischen Zusammenhangs wirksam. Hegel konstruiert metaphysisch; wir analysieren das Gegebene.“

Gegenüber Hegels Orientierung an der Manifestation einer objektiven Vernunft lässt Diltheys Ausrichtung auf den historischen Lebenszusammenhang alle Aspekte menschlichen Lebens zu – also auch die irrationalen. Damit ist das Reich des objektiven Geistes nicht gleichzusetzen mit ewigen Wahrheiten. Die aus dem gemeinschaftlichen Leben hervorgegangenen Schöpfungen sind geschichtlich kontingent und somit immer nur relativ auf den Zusammenhang, in welchen sie eingebettet sind:

„Die Relativität jeder Art von menschlicher Auffassung ist das letzte Wort der historischen Denkanschauung, alles im Prozeß fließend, nichts bleibend.“

#### Erleben, Ausdruck, Verstehen
Im „Aufbau“ präzisierte Dilthey die Wissensform der Geisteswissenschaften anhand der Begriffe Erleben, Ausdruck, Verstehen.

„Die Menschheit wäre, aufgefaßt in Wahrnehmung und Erkennen, für uns eine physische Tatsache, und sie wäre als solche nur dem naturwissenschaftlichen Erkennen zugänglich. Als Gegenstand der Geisteswissenschaften entsteht sie aber nur, sofern menschliche Zustände erlebt werden, sofern sie in Lebensäußerungen zum Ausdruck gelangen und sofern diese Ausdrücke verstanden werden.“ (Hervorhebung hinzugefügt.)

Die Geisteswissenschaften gehen der Relation von Erleben, Ausdruck und Verstehen nach. Dilthey blieb allerdings eine wissenstheoretische Klärung dieser drei Begriffe und ihres Zusammenhangs schuldig. Dies kann man jedoch auch als Vorteil ansehen, wenn man zugleich bedenkt, dass Dilthey die Selbstreflexion des Geisteswissenschaftlers betonte: „Die Arbeit selbst, die in der Werkstatt der Geisteswissenschaft verrichtet wird, soll zur Besinnung erhoben werden.“
Damit verflüssigt sich die Theorie der Geisteswissenschaften und sie bekommt die Möglichkeit, sich durch Methodenreflexion dynamisch an ihren Gegenstand anzupassen – ganz wie dies auch die Naturwissenschaften tun, denn:

„Auch diese [sc. die Naturwissenschaften] haben ihren Gegenstand nicht in den Eindrücken, wie sie in den Erlebnissen auftreten, sondern in den Objekten, welche das Erkennen schafft, um diese Eindrücke sich konstruierbar zu machen. Hier wie dort wird der Gegenstand geschaffen aus dem Gesetz der Tatbestände selber. Darin stimmen beide Gruppen von Wissenschaften überein.“

Damit entfällt auch die harte Unterscheidung (wie sie etwa der Neukantianismus vertrat) von historisch-beschreibender und systematisch-erklärender Methode. Die historischen Geisteswissenschaften richten sich nicht nur auf ein Singuläres (bspw. Frankfurt, Stuttgart, Bremen), sondern erfassen sehr wohl auch allgemeine Strukturen (bspw. die Stadt im Mittelalter). Dilthey erläuterte dies am Beispiel Bismarcks. Um ihn als Menschen zu verstehen, liegt eine Fülle an Material vor: Briefe, Aktenstücke, Erzählungen, Berichte usf., wobei es jedoch nicht reicht, diese nur zu kombinieren, denn „um Menschen, Ereignisse, Zustände als diesem Wirkungszusammenhang zugehörig zu erkennen, bedarf er [sc. der Geisteswissenschaftler] allgemeiner Sätze. Sie liegen dann auch seinem Verständnis Bismarcks zugrunde.“ Sodann untersucht der Geisteswissenschaftler nicht nur die Person Bismarck, sondern auch die Lage und Bedingung eines preußischen Staates, das damals aktuelle politische Geschehen und wie dies auf Bismarcks Haltung und Handlungen zurückwirkt.
Um Bismarck also letztendlich zu verstehen, reicht es nicht aus, sich in ihn „hineinzufühlen“, sondern es müssen auch die objektiven Bedingungen mit in Betracht gezogen werden. Von diesem Verhältnis aus ergeben sich dann neue allgemeine Sätze über Bismarcks Person, mit denen der Geisteswissenschaftler weiter arbeiten kann. Dabei kommen zur Erfassung der objektiven historischen Bedingungen gerade nicht die historischen Geisteswissenschaften, sondern die systematischen Wirtschafts-, Kultur-, Rechts-, Sozial- und Politikwissenschaften in Anschlag und deren allgemeines Wissen, welches sie zur Verfügung stellen.
Damit lehnte Dilthey das von Ranke im Historismus aufgestellte Ideal einer reinen Beschreibung als unmögliche Forderung ab. Trotz allem bleibt eine Paradoxie: Dilthey gewann seine Wissenstheorie der Geisteswissenschaften erst im Hinblick auf ihren Gegenstand. Gerade wie dieser zu verstehen ist (nämlich der „Aufbau der geschichtlichen Welt“), soll die Geisteswissenschaft doch aber zuvor klären. Nun verstärkte aber Dilthey zugleich das Eigenrecht und die Individualität der Geschichte, wenn er diese als Wirkungszusammenhang auffasste. Hierbei wird Geschichte verstanden als „Wirkungszusammenhang, der in sich selbst zentriert ist, in dem jeder einzelne in ihm enthaltene Wirkungszusammenhang durch die Setzung von Werten und die Realisierung von Zwecken seinen Mittelpunkt in sich selber hat, alle aber strukturell zu einem Ganzen verbunden sind.“ Das bedeutet, dass nun nicht mehr zwischen historischen Tatsachen, persönlichen Zwecken und allgemeinen Normen scharf getrennt wird, sondern diese alle nur im Zusammenhang sind und wirken. Diese gegenständliche Orientierung in Diltheys Spätwerk führt zu einigen unbehobenen Mängeln. So ist etwa nicht einzusehen, wie aus beschreibenden Sätzen des Historikers sich präskriptive Normen ableiten lassen sollen. Somit steht die Relativität jeder historisch dagewesenen Meinung und Weltanschauung der von Dilthey angestrebten Allgemeingültigkeit des historischen Bewusstseins gegenüber. Letztere gewinnt ihr Recht erst als Emanzipation des Menschen von Religion und Metaphysik, der sodann vermag, souverän „jedem Erlebnis seinen Gehalt abzugewinnen, sich ihm ganz hinzugeben, als wäre kein System von Philosophie oder Glaube, das Menschen binden könnte.“

### Weltanschauungslehre

#### Nach dem Ende der Metaphysik
Dilthey sah sich 1887 vor den „Trümmern der Philosophie“: Die „Systeme der Metaphysik sind gefallen“, sagte er in seiner Antrittsrede in der Akademie der Wissenschaften. Der deutsche Idealismus habe mit Fichte, Schelling und Hegel den „letzten großartigen Versuch des menschlichen Geistes“ dargestellt, sich jedoch als nicht haltbar erwiesen.
Trotz allem war Dilthey der Auffassung, dass man an diesen Bemühungen nicht einfach vorbeigehen konnte. Er wollte ein Verständnis über Denkungsart und Motive gewinnen, die zu den philosophiegeschichtlichen Entwicklungen geführt haben. Dilthey entwickelte dieses Verständnis jedoch nicht aus abstrakten Gesetzen des Denkens oder metaphysischen Annahmen, sondern durch den hermeneutischen Zugriff auf die Geschichte. Die verschiedenen religiösen, metaphysischen und auch wissenschaftlichen Systeme lassen sich dann als Weltanschauungen verstehen, die ihren gemeinsamen Ursprung im Lebenszusammenhang des Menschen haben.
Die Philosophie zu ihrer Einheit zurückzuführen, war eine Leidenschaft, die Diltheys ganzes Streben bestimmte. Einmal berichtete er von einem Traum, in welchem ihm die großen Philosophen in einem Saal erschienen; sie bildeten drei Gruppen: die Positivisten und Materialisten d’Alembert, Comte, Archimedes sammelten sich an einem Ende des Saals; sie spotteten über die Gruppe der Idealisten, in welcher sich Fichte, Schiller, Platon befanden. Abseits stand eine dritte Gruppe; diese redete über die göttliche Harmonie des Universums; Spinoza, Leibniz, Hegel fanden sich in dieser Gruppe.

„[D]ie Ferne, die diese Gruppen trennte, wuchs mit jeder Sekunde – nun verschwand der Boden selbst zwischen ihnen – eine furchtbare feindliche Stimmung schien sie zu trennen – mich überfiel eine seltsame Angst, daß die Philosophie dreimal oder vielleicht noch mehrere Male da zu sein schien – die Einheit meines eigenen Wesens schien zu zerreißen, da ich sehnsüchtig bald zu dieser, bald zu jener Gruppe hingezogen ward und ich strebte an, sie zu behaupten.“

Dieser Traum Diltheys, von dem er in hohem Alter rückblickend auf sein Lebenswerk erzählte, zeigt, wie sehr sein Herzblut daran hing, die Philosophie zurück zur Einheit zu führen und damit die Philosophie überhaupt als Philosophie zu behaupten. Was der Mensch sei, so Dilthey, dies sagt ihm nur die Geschichte. Es ist die „Leidenschaft des historischen Bewußtseins“, welche Dilthey antrieb und welche er seinen Schülern vermitteln wollte.

#### Philosophie der Philosophie
Welche Rolle spielte die Philosophie im Laufe ihrer Geschichte, und welche Rolle kommt ihr heute zu? – Eine Antwort auf diese Frage kann nach Dilthey nur durch eine geschichtliche Betrachtung in Kombination mit einer Bestandsaufnahme des aktuellen Weltzeitalters erfolgen. Dilthey sah das 19. und das kommende 20. Jahrhundert geprägt durch einen sich aus den positiven Wissenschaften erhebenden „Wirklichkeitssinn“, das Bewusstsein von der Veränderbarkeit gesellschaftlicher und sozialer Strukturen und einen zur Allgemeingültigkeit der Wissenschaften in krassem Widerspruch stehenden weltanschaulichen und ethischen Relativismus.
In diesem Zusammenhang bestimmte Dilthey programmatisch drei Aufgaben für eine neue Philosophie:
- Auch die positiven Wissenschaften haben ungeklärte Voraussetzungen, die es zu untersuchen und zu sichern gilt.
- Der Philosophie kommt die Aufgabe zu, den Zusammenhang der Einzelwissenschaften zu klären. Dies kann nicht durch diese selber geschehen, denn dann ergäbe sich höchstens eine hierarchische Konzeption, welche Dilthey ablehnte.
- Die Philosophie muss Lebensphilosophie werden, wenn sie die gescheiterte Metaphysik zurückweist. Ansätze hierfür sah Dilthey im Werk Nietzsches, Richard Wagners, Tolstois und Schopenhauers. So „wie der scholastische Denker die Fähigkeit entwickelt, lange Reihen von Schlüssen zu überblicken, […] so bildet sich in ihnen das Vermögen, die geheimen Gänge, in denen die Seele dem Glück nachgeht […] zur Darstellung zu bringen.“[29] Jedoch haben die genannten Autoren immer nur einzelne Momente und Einsichten herausgegriffen und verabsolutiert, womit sie sich wieder zu „Genossen der Metaphysik“ machten. Ihre Lebensphilosophie mag in ihren Grenzen richtig sein, wird jedoch ganz falsch, sobald sie „ihren Winkel für die Welt hält“.[30] Dilthey verstand seine Form von Lebensphilosophie daher nicht als eine, welche konkrete Aussagen trifft, sondern durch Vergleichung und geschichtliche Betrachtung der mannigfaltigen Entwürfe aus dem Relativen das Allgemeingültige extrahiert.

Dilthey entwickelte also kein neues philosophisches System, sondern eine „Philosophie der Philosophie“. Aufgabe dieser ist es, die Weltanschauungen zu verstehen, welche überhaupt erst zu den metaphysischen Systemen geführt haben. Im Sinne von Diltheys Verwendung des Begriffs Psychologie könnte man dieses Programm also auch als „Psychologie der Metaphysik“ verstehen. Es kann dann dabei nicht mehr darum gehen, sich mit metaphysischen Argumenten auseinanderzusetzen, sondern die Systeme als Ausdruck einer weltanschaulichen Grundeinstellung zu begreifen. In dem Sinne kann man sagen, dass es sich mit metaphysischen Konzepten verhält wie mit dem künstlerischen Stil: Es lässt sich nicht sagen, ob dieser „wahr“ oder „falsch“ ist.
Von diesem Standpunkt der Metaphilosophie aus wird im Rückblick klar, dass die Aufgabe der Philosophie nicht mehr über einen ihr zukommenden Inhalt definiert werden kann, beispielsweise als Erkenntnistheorie oder als Ethik. Auch anhand ihrer Methode kann die Philosophie nicht definiert werden, da diese sich nach der Sache zu richten hatte. Drei sich über die Geschichte der Philosophie durchhaltende Eigenschaften lassen sich dennoch bestimmen:
1. Die Philosophie ist durch Selbstbesinnung, Besonnenheit und Reflexion gekennzeichnet. Sie versucht Rechenschaft über das Denken abzugeben.
2. Die Philosophie richtet sich tendenziell auf einen Gesamtzusammenhang des Ganzen. Der philosophische Geist überlässt kein Wissen der Vereinzelung, sondern integriert es in seine Gesamtschau.
3. Die Philosophie zielt auf Allgemeingültigkeit. Dies unterscheidet sie vor allem von Religion und Kunst.

Anhand dieser von Inhalt und Methode unabhängigen Definition lässt sich nun die gesellschaftliche Funktion der von der Philosophie entwickelten metaphysischen Systeme bestimmen. So zeigt sich zunächst stets, anhand der Untersuchung der metaphysischen Konzepte, die dahinter liegende historische Weltanschauung. Die Philosophie versuchte also immer, die Gesamtheit des Wissens in ein solches System einzuordnen, und, dieser Erkenntnis entsprechend, eine Antwort auf die Frage „Wie soll ich handeln?“ zu liefern. Ein Versuch, der nach Dilthey freilich scheitern muss, denn sobald die Weltanschauung in metaphysische Systeme gepresst wird, verliert sie ihre Rückbindung an den konkreten Lebenszusammenhang und die verselbständigten Abstraktionen führen zu unauflösbaren Antinomien. Indem die Philosophie zugleich Rechenschaft über ihr Vorgehen gibt, versucht sie, das von ihr entwickelte System zur Allgemeingültigkeit zu erheben. Die Reflexion ihres eigenen Vorgehens hat jedoch eine innere Gesetzmäßigkeit, welche sich zwar nicht voraussagen lässt, deren Zusammenhang sich aber im historischen Rückblick als notwendig enthüllt; so wird der Wunsch nach Allgemeingültigkeit mit der Zeit zu dem Versuch führen, die eigenen Aussagen zu begründen; dies führt wiederum auf die Frage, wie erkenntnistheoretisch Wissen möglich ist usf.
Die „Philosophie der Philosophie“ untersucht nun diese Gesetzmäßigkeiten. Sie betrachtet die einzelnen philosophischen Systeme und erkennt, dass deren Struktur durch die gesellschaftliche Funktion der Philosophie bestimmt ist.

#### Typen der Weltanschauung
Im historischen Bewusstsein und dem philosophiegeschichtlichen Überblick über die Vielzahl der philosophischen Entwürfe sah Dilthey den Nährboden für den Skeptizismus. Dieser schließt aus der „Anarchie der Systeme“ und deren Widersprüchlichkeit untereinander, dass jegliche objektive Erkenntnis dem Menschen unmöglich ist. Dilthey versuchte nun nicht, die metaphysischen Systeme im Einzelnen zu bewerten, sondern betonte deren gemeinsamen Ursprung im Lebenszusammenhang des Menschen. Der Mensch ist als sinnlich-leibliches Wesen immer in eine konkrete Welt eingebunden, aus der er seine Lebenserfahrungen schöpft. „Die letzte Wurzel der Weltanschauung ist das Leben.“ Diese Verwurzelung im Leben ist für Diltheys Weltanschauungslehre zentral. Der „Hauptsatz der Weltanschauungslehre“ lautet daher: „Die Weltanschauungen sind nicht Erzeugnisse des Denkens. Sie entstehen nicht aus dem bloßen Willen der Erkenntnis. […] Aus dem Lebensverhalten, der Lebenserfahrung, der Struktur unserer psychischen Totalität gehen sie hervor.“ Nur aus dem Lebensvollzug heraus lassen sich die metaphysischen Entwürfe als Perspektivierungen ein und derselben Sache, nämlich des Lebens verstehen: „Das reine Licht der Wahrheit ist nur in verschieden gebrochenem Strahl für uns zu erblicken.“
Erst wenn diese Erfahrungen in rein abstrakten Prinzipien festgehalten werden sollen und sich so aus ihrem Ursprung, dem Lebenszusammenhang, lösen, entsteht die Metaphysik. Metaphysik ist daher die Annahme einer objektiven, vom menschlichen Lebenszusammenhang unabhängig existierenden Realität. Wenn nun der Skeptizismus aus der Vielzahl der philosophischen Systeme schließt, dass objektive Erkenntnis nicht möglich ist, so bleibt er gerade selbst in den metaphysischen Voraussetzungen befangen, welche er kritisierte. Er übersieht nämlich die konkreten Lebenszusammenhänge, aus denen heraus sich erst die abstrakten Systeme entwickelt haben.
Aber die Systeme lassen sich nicht nur durch ihre Rückführung auf den Lebenszusammenhang verstehen; denn haben sie sich erst einmal verselbstständigt, so gibt es innerhalb ihrer eine innere Bewegung des Geistes, die „innere Denkform“, welche sie bestimmt. Mit Hinsicht auf diese erweist sich die innere Notwendigkeit der Denkbewegung. Dilthey wollte hiermit einerseits an Kant anschließen, dessen Leistung er darin sah, gezeigt zu haben, wie sehr das Denken durch Kategorien, Begriffe und Schemata bestimmt ist. Andererseits knüpfte Dilthey an Fichte an, dessen Verdienst er in der Betonung der Bewegung des Geistes verortete. Damit ergab sich für Dilthey der Standpunkt, dass zwar Kategorien und Schemata das Denken bestimmen, diese aber nicht mehr wie bei Kant dem überzeitlichen Subjekt eingeschrieben sind, sondern sich selbst in der Bewegung des Geistes ergeben. Wenn sich also metaphysische Systeme ausbilden, so geschieht dies nicht nach festen Gesetzen, wenngleich die innere Struktur der Systeme gewissen Regeln folgt. Eine „Philosophie der Philosophie“, wie sie Dilthey anstrebte, wird sich daher ihrerseits nicht wieder in dogmatischen Aussagen ergehen, sondern bleibt an das gebunden, was ihr aus der Geschichte zugetragen wird: „Wir kennen das Bildungsgesetz nicht, nach welchem aus dem Leben die Differenzierung der metaphysischen Systeme hervorgeht. Wenn wir uns der Auffassung der Weltanschauungstypen nähern wollen, so müssen wir uns an die Geschichte wenden.“
Neben der Binnenstruktur des Denkens und den ihr gewissermaßen immanenten Regeln machte Dilthey zugleich auf die Grundstimmung aufmerksam, welche jeden Menschen in seinem Bezug zur Welt begleitet. Erst auf dem Grund dieser Gestimmtheit macht der Mensch seine Lebenserfahrungen, welche er nach und nach versucht, in ein sinnvolles Ganzes zu ordnen. Diese Grundstimmung findet sich auch in den philosophischen Systemen wieder. Dilthey sah in ihr sogar dasjenige, das die Systeme wesentlich „am Leben hält“: „[E]in System ist eine Art von lebendigem Wesen, ein Organismus, vom Herzblut eines Philosophen genährt, lebensfähig hierdurch, kämpfend mit anderen.“ Daher greifen Klassifikationen wie Idealismus, Materialismus, Monismus, Dualismus für Dilthey stets zu kurz, da sie immer nur ein Moment dieses „lebendigen Organismus“ herausgreifen. Nur kraft dieser Grundstimmung tragen sich die von logischen Widersprüchen durchklüfteten Systeme überhaupt durch die Geschichte weiter.
Entsprechend dieser lebensphilosophischen Ausrichtung sah Dilthey beispielsweise die metaphysischen Entwürfe der Neuzeit als Versuch, eine Welt- und Lebensansicht, wie sie sich bei Goethe und Schiller ausgebildet hatte, in den Bereich des Denkens zu retten und dort zu sichern: „Und nun sind die Systeme von Schelling, Hegel und Schleiermacher nur logisch und metaphysisch begründete Durchführungen dieser von Lessing, Schiller und Goethe ausgebildeten Lebens- und Weltansichten.“
Um also die philosophischen Systementwürfe als Ausdruck einer Weltanschauung und Grundstimmung zu verstehen, versuchte Dilthey verschiedene Klassifikationen der Hauptformen der Philosophie zu bestimmen, diese sind:
- Naturalismus: Er bevorzugt den Sensualismus als Erkenntnistheorie, den Materialismus als Metaphysik. In seiner Grundstimmung (seinem „Herzblut“) ist er getragen vom Kampf gegen religiöse und spiritualistische Metaphysik.[37]
- Idealismus der Freiheit: Stimmungsmäßig getragen als Gegenbewegung zum (deterministischen) Materialismus und dessen Verneinung der Freiheit des Geistes und dessen Werte bildet sich der Idealismus der Freiheit. Ausgehend von der frei handelnden Person bildet sich ein System, welches den Geist als in seinen Gesetzen unabhängig von den mechanischen der Natur sieht. Vertreter sind beispielsweise Kant und Schiller.[38]
- Objektiver Idealismus: Er ist von den beiden obigen gänzlich verschieden, indem er die universelle Harmonie des Weltganzen betont. Die Zusammenschau des Ganzen zeigt, wie dieses Ganze erst den einzelnen Teilen ihren Raum und Sinn gibt. Vertreter dieser Weltanschauung sind Goethe, Hegel und die Stoa.[39]

Dilthey wusste um die Vorläufigkeit dieser Klassifizierung und betont, dass es ihm mehr um die Methode geht, wie man zu dieser gelangt: Die drei Haupttypen werden allein durch historische Vergleichung ermittelt. Ihr historisches Auftreten ist nicht paradigmatisch vorherzusagen, sondern rückblickend zu ermitteln. Jedoch braucht es auch für einen solchen Vergleich gewisse Maßstäbe. Diese können nicht im Voraus festgelegt werden, sondern ergeben sich mittels Intuition aus der langjährigen Beschäftigung mit den einzelnen Systemen. Nicht eine feste Einteilung war Dilthey also wichtig, sondern das Verstehen als Prozess. (Dilthey fügte später noch einen weiteren Typus hinzu, den der naturalistisch-positivistischen Weltanschauung.)
Jede Weltanschauung formt sich nach Dilthey entsprechend gleicher Prinzipien und so kommt allen Weltanschauungen eine gemeinsame Struktur zu. Ausgangspunkt für jede Weltanschauung ist dabei das Weltbild. Dieses entsteht durch grundlegende und rudimentäre Erkenntnisse des Menschen, der in seinem Bezug zur Welt sich ein Bild von dieser macht. Noch bleiben aber die Sinnzusammenhänge dieser Welt grob und nur lose verknüpft. Erst indem der Mensch anfängt, die erkannten Dinge um ihn herum zu ordnen und ihren Wert anhand ihrer Nützlichkeit für seinen Lebensvollzug zu bestimmen, entstehen die ersten weitläufigen Sinnstrukturen. Diese erheben sich dann durch weitere Abstraktion zu seiner Weltanschauung; in dieser wird festgelegt, welches die obersten Werte und Prinzipien sind, z. B. das Gute, und so wird ein Lebens- und Handlungsideal aufgestellt, das sich darauf richtet. Da sich dieser Prozess über mehrere Generationen ziehen kann, ist die Weltanschauung ein Produkt der Geschichte.

## Wirkung
Diltheys Weltanschauungslehre hat im konsequenten Relativismus Oswald Spenglers und dessen Werk Der Untergang des Abendlandes Niederschlag gefunden. Nach dem Vorbild der Typen der Weltanschauung unterscheidet Spengler hier verschiedene Lebensformen (theoretische, ökonomische, ästhetische, soziale und religiöse).
Diltheys Konzeption der Hermeneutik als Verstehenstheorie und Methodologie der Geisteswissenschaften hatte großen Einfluss auf alle weiteren wissenschaftstheoretischen Diskussionen, in denen es um die Abgrenzung zwischen Natur- und Geisteswissenschaften ging. Als unmittelbare Nachfolger Diltheys gelten u. a. Hans Lipps, Herman Nohl, Theodor Litt, Eduard Spranger, Georg Misch und Erich Rothacker. Diltheys Philosophie beeinflusste auch den Religionsphilosophen Martin Buber.
In Deutschland hat sich besonders Hans-Georg Gadamer mit seinem Werk in kritischer Absicht auseinandergesetzt. In vielerlei Hinsicht haben aber auch Theodor W. Adorno, Ernst Cassirer, Emilio Betti, Karl-Otto Apel und Jürgen Habermas Anregungen von Dilthey erhalten. Leo Baeck wurde 1895 von Dilthey über Spinoza mit dem Thema Spinozas erste Einwirkungen auf Deutschland promoviert.
Martin Heidegger greift in Sein und Zeit Diltheys zentrales Thema der Geschichtlichkeit auf. Seine Arbeit sei, so Heidegger, „aus der Aneignung der Arbeit Diltheys erwachsen“. Heidegger zitiert hierzu den philosophischen Gesprächspartner Diltheys und langjährigen Brieffreund, den Graf von Yorck: „[E]ine Selbstbesinnung, welche nicht auf ein abstraktes Ich, sondern auf die Fülle meines Selbstes gerichtet ist, wird mich historisch bestimmt finden, wie die Physik mich kosmisch bestimmt erkennt. Gerade so wie Natur bin ich Geschichte.“ Auch das Konzept der Grundstimmung greift Heidegger auf. So ist es in Sein und Zeit die Grundstimmung der Angst, welche den Menschen aus dem Dahinleben in der Uneigentlichkeit reißt und ihn angesichts des Todes, also seiner Endlichkeit, zu einem eigentlichen Leben führt. Heidegger nimmt die Grundstimmung sogar so ernst, dass für ihn ein Philosophieren nur aus der Grundstimmung möglich ist. Der späte Heidegger wird die Scheu als Grundstimmung für das Ereignis bestimmen.
Ein wichtiger Schüler aus der Schule um Dilthey war der deutsch-französische Historiker und Philosoph Bernhard Groethuysen, der auch an der Herausgabe des Diltheyschen Gesamtwerkes mitarbeitete.

## Kritik
An Diltheys Auffassung der Metaphysik kann kritisiert werden, dass er ihr die stillschweigende Annahme zu Grunde legt, metaphysische Sätze seien ohne kognitive Bedeutung. Ebenso kann man bezweifeln, dass in metaphysischen Systemen tatsächlich „nur“ der Lebenszusammenhang einer der drei Weltanschauungstypen zum Ausdruck kommt.
Während Wolfgang Stegmüller Diltheys Versuch kritisiert hat, Naturwissenschaften und Geisteswissenschaften zu unterscheiden, ging er Hans-Georg Gadamer nicht weit genug. So bemängelt Gadamer, dass sich Dilthey in seiner Formulierung der Geisteswissenschaften noch viel zu stark an den Naturwissenschaften orientiere. Gadamer hätte hingegen die Geisteswissenschaften lieber in die Nähe der Kunst gerückt.
Da alles Verstehen und Nachvollziehen für Dilthey grundsätzlich nie gänzlich zu Ende zu bringen war (der hermeneutische Zirkel führt nicht zu einem Endpunkt völliger Gewissheit), lief er Gefahr, jegliche Objektivität preiszugeben. Denn selbst wenn man das Verstehen als Nachvollziehen des objektiven Geistes auffasst, so war doch aber dieser nur als subjektive Manifestation tatsächlich vorhanden. Edmund Husserl hat denn auch entgegen Diltheys Weltanschauungslehre das Programm einer exakten Wissenschaft reaktiviert. In seiner Schrift Philosophie als strenge Wissenschaft von 1911 versucht er, den Begriff der Weltanschauung von dem der strengen Wissenschaft zu unterscheiden und eine auf der phänomenologischen Methode basierende überzeitliche Wissenschaft zu etablieren. Dabei betont er einerseits die Errungenschaften der Weltanschauungslehre, begrenzt deren Geltungs- und Anwendungsbereich jedoch auf die Bildung und Persönlichkeitsentwicklung des Individuums, während hingegen die strenge Wissenschaft überzeitlichen und überindividuellen Anspruch auf Wahrheit erhebt. Dilthey selbst hat den Vorwurf, er vertrete einen historischen Relativismus, in einem Brief an Husserl zurückgewiesen, in welchem er außerdem skeptizistische Konsequenzen seiner Philosophie ablehnt.
Die relativistische Tendenz des hermeneutischen Ansatzes wurde Dilthey jedoch auch weiterhin vorgeworfen. Dies vor allem bezüglich seiner Auffassung der Metaphysik als „Symbole verschiedener Seiten der Lebendigkeit“, womit Dilthey jede Aussage mit Anspruch auf objektive Gültigkeit an vorrationale Strukturen rückbindet.

## Werke
- Gesammelte Schriften, Bände I bis XXVI.[50] Bände I bis XII herausgegeben von den Schülern Diltheys. Ab Band XV besorgt von Karlfried Gründer, ab Band XVIII zus. mit Frithjof Rodi, Vandenhoeck & Ruprecht, Göttingen 2006, ISBN 978-3-525-30330-6

1. Band: Einleitung in die Geisteswissenschaften. Versuch einer Grundlegung für das Studium der Gesellschaft und der Geschichte, hrsg. Bernhard Groethuysen, 1922
2. Band: Weltanschauung und Analyse des Menschen seit Renaissance und Reformation, hrsg. Georg Misch, 1914
3. Band: Studien zur Geschichte des deutschen Geistes. Leibniz und sein Zeitalter. Friedrich der Große und die deutsche Aufklärung. Das achtzehnte Jahrhundert und die geschichtliche Welt, hrsg. Paul Ritter, 1927
4. Band: Die Jugendgeschichte Hegels und andere Abhandlungen zur Geschichte des Deutschen Idealismus, hrsg. Herman Nohl, 1921
5. Band: Die geistige Welt. Einleitung in die Philosophie des Lebens. Erste Hälfte: Abhandlungen zur Grundlegung der Geisteswissenschaften, hrsg. Georg Misch, 1924
6. Band: Die geistige Welt. Einleitung in die Philosophie des Lebens. Zweite Hälfte: Abhandlungen zur Poetik, Ethik und Pädagogik, hrsg. Georg Misch 1924
7. Band: Der Aufbau der geschichtlichen Welt in den Geisteswissenschaften, hrsg. Bernhard Groethuysen, 1927
8. Band: Weltanschauungslehre. Abhandlungen zur Philosophie der Philosophie, hrsg. Bernhard Groethuysen, 1931
9. Band: Pädagogik. Geschichte und Grundlinien des Systems, hrsg. Otto Friedrich Bollnow, 1934
10. Band: System der Ethik, hrsg. Herman Nohl, 1958
11. Band: Vom Aufgang des geschichtlichen Bewußtseins. Jugendaufsätze und Erinnerungen, hrsg. Erich Weniger, 1936
12. Band: Zur preußischen Geschichte. Schleiermachers politische Gesinnung und Wirksamkeit. Die Reorganisation des preußischen Staates. Das allgemeine Landrecht, hrsg. Erich Weniger, 1936
13. Band: Leben Schleiermachers. Erster Band. Teilband I: 1768–1802; Teilband II: 1803–1807, hrsg. Martin Redeker, 1970
14. Band: Leben Schleiermachers. Zweiter Band: Schleiermachers System als Philosophie und Theologie. Teilband I: Schleiermachers System als Philosophie; Teilband II: Schleiermachers System als Theologie, hrsg. Martin Redeker, 1966
15. Band: Zur Geistesgeschichte des 19. Jahrhunderts. Portraits und biographische Skizzen. Quellenstudien und Literaturberichte zur Theologie und Philosophie im 19. Jahrhundert, hrsg. Ulrich Herrmann, 1970
16. Band: Zur Geistesgeschichte des 19. Jahrhunderts. Aufsätze und Rezensionen aus Zeitungen und Zeitschriften 1859–1874, hrsg. Ulrich Herrmann, 1972
17. Band: Zur Geistesgeschichte des 19. Jahrhunderts. Aus »Westermanns Monatsheften«: Literaturbriefe, Berichte zur Kunstgeschichte, Verstreute Rezensionen 1867–1884, hrsg. Ulrich Herrmann, 1974
18. Band: Die Wissenschaften vom Menschen, der Gesellschaft und der Geschichte. Vorarbeiten zur Einleitung in die Geisteswissenschaften (1865–1880), hrsg. Helmut Johach; Frithjof Rodi, 1977
19. Band: Grundlegung der Wissenschaften vom Menschen, der Gesellschaft und der Geschichte. Ausarbeitungen und Entwürfe zum zweiten Band der Einleitung in die Geisteswissenschaften (ca. 1870–1895), hrsg. Helmut Johach; Frithjof Rodi, 1982
20. Band: Logik und System der philosophischen Wissenschaften. Vorlesungen zur erkenntnistheoretischen Logik und Methodologie (1864–1903), hrsg. Hans-Ulrich Lessing; Frithjof Rodi, 1990
21. Band: Psychologie als Erfahrungswissenschaft, Erster Teil: Vorlesungen zur Psychologie und Anthropologie (ca. 1875–1894), hrsg. Guy van Kerckhoven; Hans-Ulrich Lessing, 1997
22. Band: Psychologie als Erfahrungswissenschaft, Zweiter Teil: Manuskripte zur Genese der deskriptiven Psychologie (ca. 1860–1895), hrsg. Guy van Kerckhoven; Hans-Ulrich Lessing, 2005
23. Band: Allgemeine Geschichte der Philosophie. Vorlesungen 1900–1905, hrsg. Gabriele Gebhardt; Hans-Ulrich Lessing, 2000
24. Band: Logik und Wert. Späte Vorlesungen, Entwürfe und Fragmente zur Strukturpsychologie, Logik und Wertlehre (ca. 1904–1911), hrsg. Gudrun Kühne-Bertram, 2004
25. Band: »Dichter als Seher der Menschheit«. Die geplante Sammlung literarhistorischer Aufsätze von 1895, hrsg. Gabriele Malsch, 2006
26. Band: Das Erlebnis und die Dichtung. Lessing, Goethe, Novalis, Hölderlin, hrsg. Gabriele Malsch, 2005

### Bedeutende Einzelwerke
- Einbildungskraft und Wahnsinn : Rede, gehalten zur Feier des Stiftungstages der militärärztlichen Bildungsanstalten am 2. August 1886 von Prof. Dr. Dilthey., 1886 (UB Bielefeld Digitale Drucke)
- Über die Einbildungskraft der Dichter, 1878 (aus: Zeitschrift für Völkerpsychologie und Sprachwissenschaft)
- Einleitung in die Geisteswissenschaften. Versuch einer Grundlegung für das Studium der Gesellschaft und der Geschichte. Bd. 1. Duncker & Humblot, Leipzig 1883. (Digitalisat und Volltext im Deutschen Textarchiv; Digitalisat der Ausgabe 1922)
- Die Einbildungskraft des Dichters: Bausteine für eine Poetik. In: Philosophische Aufsätze. Eduard Zeller zu seinem fünfzigjährigen Doctor-Jubiläum gewidmet. (= Philosophische Aufsätze, 10.) Leipzig 1887, S. 303–482 (Digitalisat und Volltext im Deutschen Textarchiv)
- Die Entstehung der Hermeneutik, 1900
- Das Erlebnis und die Dichtung, 1906; Kap. Goethe und die dichterische Phantasie
- Das Wesen der Philosophie, 1907
- Der Aufbau der geschichtlichen Welt in den Geisteswissenschaften, 1910
- Die Typen der Weltanschauung und ihre Ausbildung in den metaphysischen Systemen. In: Max Frischeisen-Köhler (Hrsg.): Weltanschauung, Philosophie und Religion. Berlin: Reichl & Co., 1911, S. 3–51.
- Die geistige Welt (Digitalisat)
- Jugendgeschichte Hegels und andere Abhandlungen zur Geschichte des deutschen Idealismus (Digitalisat)
- Pädagogik. Geschichte und Grundlinie des Systems (Digitalisat)
- Studien zur Geschichte des deutschen Geistes. Leibniz und sein Zeitalter, Friedrich der Grosse und die deutsche Aufklärung, das achtzehnte Jahrhundert und die geschichtliche Welt (Digitalisat)
- Vom Anfang des geschichtlichen Bewusstseins. Jugendaufsätze und Erinnerungen (Digitalisat)
- Zur preussischen Geschichte. Schleiermachers politische Gesinnung und Wirksamkeit (Digitalisat)
- Die Glaubenslehre der Reformatoren, aufgefaßt in ihrem entwicklungsgeschichtlichen Zusammenhang. (Dogmatik, lat. doctrina fidei) Eingel. und herausgegeben von Klaus H. Fischer, Schutterwald/Baden 2009, ISBN 978-3-928640-88-6

### Herausgeberschaft
- Kants Werke („Akademieausgabe“), Königlich Preußische Akademie der Wissenschaften, Berlin 1900ff.

### Korrespondenz
- Briefwechsel zwischen Wilhelm Dilthey und dem Grafen Paul Yorck von Wartenburg 1877–1897. Hrsg. von Sigrid von der Schulenburg. Niemeyer, Halle 1923; Reprint: Olms, Hildesheim 1995.
- Briefe Wilhelm Diltheys an Bernhard und Luise Scholz 1859–1864. Mitgeteilt von Sigrid von der Schulenburg. In: Sitzungsberichte der Preußischen Akademie der Wissenschaften. Philosophisch-historische Klasse, 1933, Nr. 10, S. 416–471.
- Briefwechsel. Hrsg. von Gudrun Kühne-Bertram und Hans-Ulrich Lessing. 4 Bände geplant. Vandenhoeck & Ruprecht, Göttingen 2011ff.
  - Band 1: 1852–1882. 2011.
  - Band 2: 1882–1895. 2015.
  - Band 3: 1896-1905. 2018.